# Johann Leonhard Hug

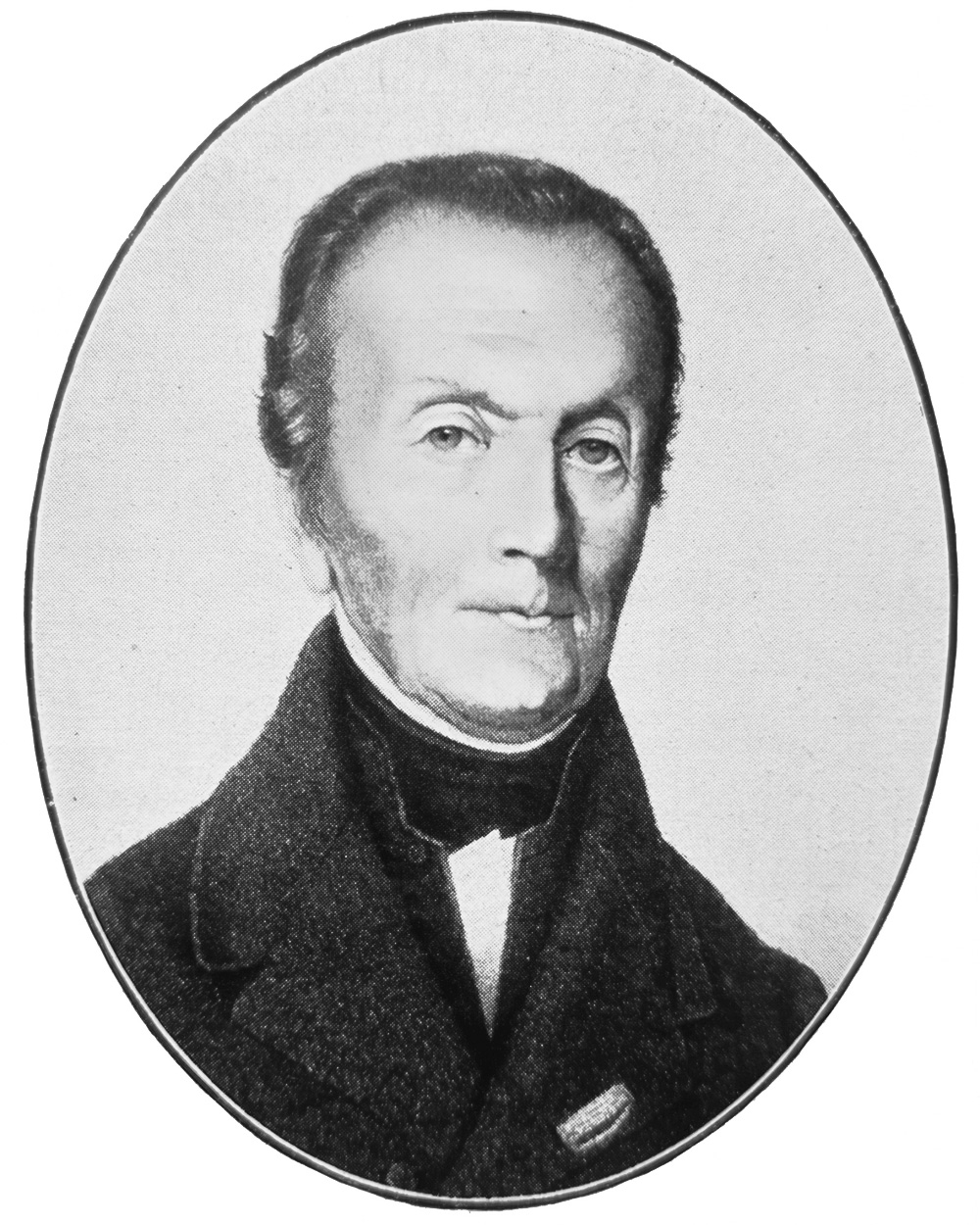
Johann Leonhard Hug

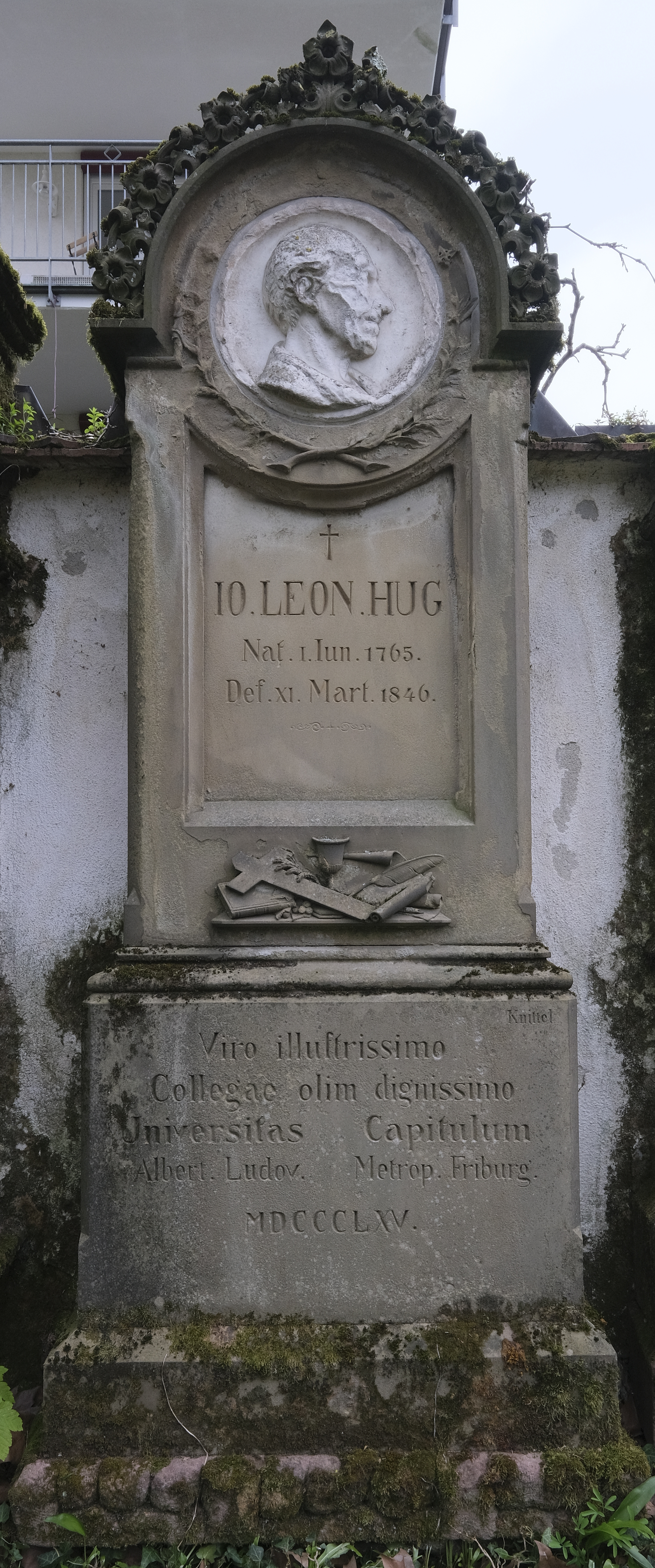
Grabmal auf dem Alten Friedhof in Freiburg

Johann Leonhard Hug, auch Pseudonym: Thomas Hugson, (* 1. Juni 1765 in Konstanz; † 11. März 1846 in Freiburg im Breisgau) war ein römisch-katholischer Theologe und Orientalist.

## Leben
Hug, Sohn eines Schlossers, besuchte von 1775 bis 1781 zunächst das Gymnasium in Konstanz, von 1781 bis 1783 studierte er Philosophie am Konstanzer Lyzeum. 1783 wechselte er zum Studium der Katholischen Theologie an die Universität Freiburg, 1788/1789 besuchte er das Priesterseminar in Meersburg. 1789 empfing er im Konstanzer Münster die Priesterweihe. In den Jahren 1790/1791 war er zunächst als Pfarrer in Reute bei Freiburg tätig.
1791 erhielt er einen Ruf auf eine Professur für orientalische Sprachen und Altes Testament in Freiburg. 1793 wurde er an der Theologischen Fakultät  in Freiburg promoviert. Ab 1793 hatte er eine Doppelprofessur für Altes und Neues Testament inne. Sein Schüler war 1814 bis 1815 Joseph Eutych Kopp. Später war Liborius Stengel sein Schüler.
1827 wurde Hug Mitglied des Freiburger Domkapitels, ab 1843 war er Domdekan.
Johann Leonhard Hug ist auf dem Alten Friedhof in Freiburg im Breisgau begraben. Sein Grabmal schuf der Freiburger Bildhauer Josef Alois Knittel.

## Werk
Seine Werke widmen sich der Erforschung von Ursprung und Entstehung der biblischen Bücher und deren wissenschaftlicher Auslegung. Sie zeigen eine kritische Haltung, sind aber dennoch positiv-apologetischen Charakters. Eine seiner Schriften über die Ursprünge der menschlichen Erkenntnis, die 1796 entstanden ist, wurde von ihm unter dem Pseudonym Thomas Hugson veröffentlicht und ist im Index der verbotenen Bücher aufgeführt.
Er war Herausgeber der Zeitschrift für die Geistlichkeit der Erzdiözese Freiburg (1828–34). Von 1839 bis 1849 war er zusammen mit den Freiburger theologischen Professoren Franz Anton Staudenmaier, Johann Baptist von Hirscher, Alois Vogel, Adalbert Maier, Peter Schleyer sowie Franz Xaver Werk Herausgeber der Zeitschrift für Theologie (ZTh). Verlagshaus war die Wagnersche Buchhandlung in Freiburg im Breisgau und gab die vierteljährliche Zeitschrift für Theologie von der Erstausgabe 1939 bis zur Einstellung 1849 heraus.
- Die mosaische Geschichte des Die mosaische Geschichte des Menschen, von seinem Ursprunge bis zum Entstehen der Völker, Frankfurt 1793;
- Die Ursprünge der menschlichen Erkenntnis, Basel 1796;
- Einleitung in die Schriften des Neuen Testaments, 2 Te., Tübingen 1808 (18472);
- De antiquitate Codicis Vaticani commentatio, Freiburg: Herder 1810;
- Untersuchungen über den Mythos der berühmtern Völker der alten Welt Vorzüglich der Griechen; dessen Entstehen, Veränderungen und Innhalt, Freiburg 1812 (18232);
- Das hohe Lied in einer noch unversuchten Deutung, Freiburg und Konstanz 1813;
- Johann Leonhard Hug’s Schutzschrift für seine Deutung des hohen Liedes und derselben weitere Erläuterung, Freiburg 1816;
- De conjugii christiani vinculo indissolubili commentatio exegetica, Freiburg 1816;
- De Pentateuchi versione Alexandrina commentatio, 1818;
- Gutachten über das Leben Jesu, kritisch bearbeitet von Dr. David Friedrich Strauß (1835), 2 Te., 1840–44 (l8542)